# Sagariphora magnificalis
Sagariphora magnificalis is een vlinder uit de familie van de grasmotten (Crambidae). De wetenschappelijke naam van de soort is voor het eerst voorgesteld door George Francis Hampson in een publicatie uit 1893.
De soort komt voor in India, Sri Lanka, Myanmar, Maleisië (Sabah) en Indonesië (Java, Sumbawa, Bali).